# 3915 Fukushima
Fukushima (asteroide 3915) é um asteroide da cintura principal com um diâmetro de 20,38 quilómetros, a 2,3409934 UA. Possui uma excentricidade de 0,0403485 e um período orbital de 1 391,63 dias (3,81 anos).
Fukushima tem uma velocidade orbital média de 19,06994498 km/s e uma inclinação de 14,43916º.
Este asteroide foi descoberto em 15 de Agosto de 1988 por Masayuki Yanai e Kazuro Watanabe.